# Neonesomia
Neonesomia es un género de plantas con flores perteneciente a la familia de las asteráceas. Comprende 2 especies descritas y 1 aceptada.

## Taxonomía
El género fue descrito por Urbatsch & R.P.Roberts y publicado en Sida 21(1): 252–254. 2004.

## Especies
A continuación se brinda un listado de las especies del género Neonesomia aceptadas hasta agosto de 2012, ordenadas alfabéticamente. Para cada una se indica el nombre binomial seguido del autor, abreviado según las convenciones y usos.
- Neonesomia johnstonii (G.L.Nesom) Urbatsch & R.P.Roberts
- Neonesomia palmeri (A.Gray) Urbatsch & R.P.Roberts